# 109 Piscium
Désignations
109 Piscium est une étoile située à ∼ 108 a.l. (∼ 33,1 pc) dans la constellation des Poissons.
109 Piscium a été classée différemment comme une étoile sous-géante jaune de type spectral G5IV par Cowley & Bidelman (1979), et comme une naine jaune de type G3Va dans le catalogue Perkins (1989). Elle a une masse similaire à notre Soleil mais une plus grande abondance en fer.

## Système planétaire
En 1999, une exoplanète a été détectée orbitant autour de l'étoile en utilisant la méthode des vitesses radiales.
| Planète       | Masse           | Demi-grand axe (ua) | Période orbitale (jours) | Excentricité      | Inclinaison | Rayon |
| ------------- | --------------- | ------------------- | ------------------------ | ----------------- | ----------- | ----- |
| 109 Piscium b | >6,38 ± 0,53 MJ | 2,16 ± 0,12         | 1 076,4 ± 2,4            | 0,102 3 ± 0,009 6 |             |       |